# Alexander Woo
Alexander Woo (New York, ...) è un produttore televisivo e sceneggiatore statunitense.
Noto principalmente per il suo lavoro nelle serie televisive Sleeper Cell e True Blood. Ha iniziato la sua carriera scrivendo un episodio per la serie TV Wonderfalls e un paio per la serie di breve vita LAX.

## Biografia
Figlio di genitori cantonesi di Hong Kong, emigrati negli Stati Uniti negli anni cinquanta. Nato e cresciuto a New York e nel New Jersey, ha frequentato il programma di scrittura creativa a Princeton e ha frequentato la scuola di teatro presso Yale. Terminati gli studi inizia a lavorare come drammaturgo.
Dal 2005 ha lavorato per la serie Sleeper Cell come autore, story editor e co-produttore. Dal 2008 fa parte del team di sceneggiatori di True Blood, vestendo anche la carica di produttore supervisore. Nel 2010 ha ottenuto una candidatura al NAACP Image Awards per la sua sceneggiatura dell'episodio Il matrimonio.

## Filmografia parziale

### Sceneggiatore
- Il problema dei 3 corpi (3 Body Problem) - serie TV (2024-in corso)